# Konferencja Bezpieczeństwa i Współpracy w Europie
Konferencja Bezpieczeństwa i Współpracy w Europie (KBWE) – konferencja dyplomatyczna państw europejskich, której początki sięgają lat 1970. i utworzenia forum dialogu i negocjacji pomiędzy Wschodem i Zachodem. Rezultatem dwuletnich spotkań KBWE prowadzonych w Genewie i Helsinkach było przyjęcie 1 sierpnia 1975 r. Aktu Końcowego spotkania w Helsinkach.
Do roku 1990 KBWE funkcjonowała na zasadzie spotkań i konferencji, w ramach których poszerzano istniejące zobowiązania oraz dokonywano przeglądu ich implementacji.
Paryska Karta Nowej Europy odnotowując przemiany mające miejsce w Europie, wskazała na KBWE jako gwaranta umacniania bezpieczeństwa i współpracy po roku 1989. W rezultacie doszło do wzrostu znaczenia KBWE, co wiązało się m.in. z poszerzeniem zakresu działalności oraz powołaniem stałych instytucji takich jak Sekretariat, Biuro ds. Wyborów, Centrum Zapobiegania Konfliktom. Na mocy decyzji podjętej w czasie szczytu w Budapeszcie w 1994 r., uznającej zmianę charakteru działalności.
W 1995 r. KBWE została przekształcona w Organizację Bezpieczeństwa i Współpracy w Europie (OBWE).
| Geneza KBWE – kalendarium        | Geneza KBWE – kalendarium |
| -------------------------------- | --- |
| 1964                             | Propozycja ministra Adama Rapackiego dotycząca zwołania konferencji przedstawicieli Układu Warszawskiego i NATO.                      |
| 1969                             | Apel Budapeszteński – Komitet Polityczny Układu Warszawskiego wzywa do podjęcia wielostronnych negocjacji celem zwołania konferencji. |
| 22 listopada 1972                | Początek rozmów wielostronnych w Helsinkach.                                                                                          |
| 1973                             | Rozpoczęcie Rokowań na temat Wzajemnej Redukcji Sił Zbrojnych, Uzbrojenia i Środków Towarzyszących w Europie Środkowej w Wiedniu.     |
| 8 czerwca 1973                   | Przyjęcie Zaleceń końcowych konsultacji helsińskich.                                                                                  |
| 3 lipca 1973                     | I faza KBWE – spotkanie ministrów spraw zagranicznych w Helsinkach.                                                                   |
| 18 września 1973 – 21 lipca 1975 | II faza KBWE – negocjacje ekspertów w Genewie.                                                                                        |
| 30 lipca – – 1 sierpnia 1975     | III faza KBWE – spotkanie szefów państw i rządów w Helsinkach. Przyjęcie Aktu Końcowego KBWE                                          |

## Historia
Idea zwołania Konferencji Bezpieczeństwa i Współpracy w Europie (KBWE) była nie tylko konsekwencją sytuacji politycznej Europy po II wojnie światowej, ale również próbą budowy ogólnoeuropejskiego systemu bezpieczeństwa. Proponowano wzajemne zobowiązanie się stron do nieagresji i regulowania kwestii spornych za pomocą pokojowych środków. W razie ataku na jedną ze stron układu inne państwa miały być zobowiązane do zastosowania wobec agresora przymusu. Podstawę prawną tego porozumienia miał stanowić rozdział VIII Karty Narodów Zjednoczonych o układach i organizacjach regionalnych.
Idea powstania konferencji zrodziła się w latach 60. XX wieku, kiedy stało się jasne, że dla dobra Europy należy nawiązać współpracę pomiędzy państwami należącymi do NATO i Układu Warszawskiego. Propozycja zwołania międzynarodowej konferencji bezpieczeństwa i współpracy została zgłoszona przez polskiego ministra spraw zagranicznych Adama Rapackiego 14 grudnia 1964 na XIX sesji Zgromadzenia Ogólnego ONZ. Pierwsze spotkanie przygotowawcze odbyło się w 1972 r., od następnego roku toczyły się konferencje dwu- i wielostronne.
W momencie zwołania Konferencji Bezpieczeństwa i Współpracy w Europie kwestia mniejszości narodowych została na kontynencie europejskim zauważona na nowo. Znalazło to odzwierciedlenie w Akcie Końcowym KBWE odbywającej się w Helsinkach 1 sierpnia 1975.

### Akt końcowy KBWE
Akt, zwany również Wielką Kartą Pokoju, był deklaracją dziesięciu zasad rządzących stosunkami między uczestnikami konferencji. Został przyjęty na zakończenie Konferencji Bezpieczeństwa i Współpracy w Europie w 1975 w Helsinkach i podpisany przez wiele państw europejskich i azjatyckich oraz Stany Zjednoczone i Kanadę. Nie był umową w rozumieniu prawa traktatowego – stanowił uroczystą deklarację intencji o znaczeniu politycznym i moralnym, miał wyrażać wolę współdziałania państw w podzielonej na dwa bloki ideologiczne Europie. Sformułowano następujące zasady:
- suwerenna równość
- powstrzymanie się od użycia siły lub groźby
- nienaruszalność granic
- integralność terytorialna państw
- pokojowe rozstrzyganie sporów
- nieingerencja w sprawy wewnętrzne
- poszanowanie podstawowych praw i wolności człowieka, w tym wolności myśli, sumienia, religii i przekonań
- prawo do samostanowienia i równouprawnienie narodów
- współpraca między państwami
- wykonywanie w dobrej wierze zobowiązań wynikających z prawa międzynarodowego.

W dokumencie tym podzielone pod względem ideologicznym państwa w celu umocnienia bezpieczeństwa po raz pierwszy przyjęły wspólny katalog reguł postępowania.
Akt zawierał również artykuł poświęcony mniejszościom narodowym (część IV p. 8), stanowiący, że państwa, na których terytorium występują takie mniejszości, będą respektować ich prawa, zapewnią im równość wobec prawa oraz pełną możliwość korzystania z praw człowieka i podstawowych wolności, chroniąc w ten sposób ich uzasadnione interesy w tej dziedzinie.
Akt końcowy wymienia dziedziny zainteresowania KBWE/OBWE ujęte w tzw. „koszykach”:
1. Zagadnienia bezpieczeństwa Europy (koszyk pierwszy) obejmuje w części pierwszej katalog dziesięciu równorzędnych zasad, wymienionych powyżej. Część druga stanowi dokument określający środki służące budowaniu zaufania oraz wybrane aspekty bezpieczeństwa i rozbrojenia. Państwa NATO i ówczesnego Układu Warszawskiego 19 listopada 1990 podpisały w ramach KBWE pierwszy układ o redukcji broni konwencjonalnej. Pakt ten miał międzynarodową moc obowiązującą.
2. Współpraca w zakresie gospodarki, nauki, techniki i ochrony środowiska (koszyk drugi) składa się z zaleceń współpracy w dziedzinie handlu, współpracy przemysłowej, nauki i technologii, ochrony środowiska. Znaczenie tego koszyka jest coraz większe, gdyż centrum zainteresowania obejmują problemy gospodarczej transformacji i kwestie współpracy w basenie Morza Śródziemnego.
3. Współpraca w kwestiach humanitarnych i dziedzinach pokrewnych (koszyk trzeci) obejmuje cztery podstawowe zagadnienia: kontakty międzyludzkie, informację, współpracę i wymianę w dziedzinie kultury oraz współpracę i wymianę w dziedzinie edukacji.
4. Kontynuowanie procesu Konferencji (koszyk czwarty) państwa – uczestnicy Konferencji zobowiązali się do kontynuowania współpracy organizując konferencje przeglądowe dla polepszenia bezpieczeństwa i zintensyfikowania współpracy.

Do części I włączono też dokument o środkach budowania zaufania i niektórych aspektach bezpieczeństwa i rozbrojenia. Wyrażał on wolę redukowania konfrontacji militarnej na rzecz odprężenia, rozbrojenia i bezpieczeństwa.
Część II dotyczyła współpracy w zakresie gospodarki, nauki, techniki oraz ekologii, a część III współpracy w dziedzinie humanitarnej:
- 1) kontaktów między ludźmi – poszerzenia zakresu ich swobody;
- 2) informacji – poprawy stanu jej rozpowszechniania i wymiany;
- 3) współpracy i wymiany w dziedzinie kultury oraz oświaty.

### Konferencje przeglądowe
Do roku 1989 odbyły się trzy konferencje przeglądowe:
- w Belgradzie w latach 1977–1978, bez żadnych konkretnych postanowień;
- w Madrycie w latach 1980–1983, stała się ona jedną z najdłuższych i najtrudniejszych konferencji w historii KBWE, ponieważ odbywała się w okresie radzieckiej interwencji w Afganistanie oraz podczas wprowadzenia w Polsce stanu wojennego. Dokument końcowy z tego spotkania poświęcony był głównie zagadnieniom z zakresu praw człowieka;
- trzecia konferencja odbyła się w Wiedniu w latach 1986–1989, w „nowym” klimacie politycznym, obszerny dokument końcowy rozszerzono o katalog praw człowieka, przyjęto również mechanizmy kontroli w dziedzinie ludzkiego wymiaru KBWE.

### Konferencja w Kopenhadze (1990)
Podczas spotkania w Kopenhadze w 1990 uczestniczące państwa wprowadziły do dokumentu końcowego szereg postanowień dotyczących ochrony mniejszości narodowych, gwarantując prawo do ochrony i rozwoju ich tożsamości etnicznej, kulturowej, językowej i religijnej; posługiwania się językiem narodowym; tworzenia i utrzymania własnych kulturalnych, oświatowych czy religijnych instytucji; organizacji, stowarzyszeń; wyznawania i praktykowania swojej religii; udziału w życiu publicznym. W ramach KBWE dokument ten stanowi najważniejszą deklarację określającą polityczne zasady ochrony i prawa osób należących do mniejszości.
Dokument końcowy spotkania z Kopenhagi zawiera w rozdziale IV artykuły 30-39, odnoszące się bezpośrednio do ochrony mniejszości, art. 40 zajmuje się problemami walki z dyskryminacją etniczną. W dokumencie brakuje definicji mniejszości, ale przedstawia normę, iż podmiotem ochrony są osoby należące do mniejszości narodowych, a przynależność do nich jest subiektywnym i indywidualnym odczuciem i wyborem każdego człowieka (art. 32). Osoby należące do mniejszości mają prawo do swobodnego wyrażania, zachowania i rozwijania swojej tożsamości etnicznej, kulturowej, językowej i religijnej, a także utrzymywania i rozwijania swojej kultury we wszystkich jej płaszczyznach, bez prób asymilacji wbrew ich woli. Posiadają też prawo do pełnego i skutecznego korzystania z praw człowieka i podstawowych wolności w pełnej równości wobec prawa.
W szczególności mają prawo do swobodnego posługiwania się swoim językiem w życiu prywatnym, publicznym, zakładania i utrzymania własnych organizacji i stowarzyszeń, wyznawania i praktykowania swej religii, w tym też prowadzenia oświatowej działalności religijnej w swym ojczystym języku, utrzymywania kontaktów między sobą w obrębie swego kraju, jak również kontaktów transgranicznych z obywatelami innych państw, z którymi łączą ich wspólne pochodzenie etniczne, narodowe, dziedzictwo kulturowe lub przekonania religijne. Mniejszości narodowe posiadają prawo do informacji w swym języku ojczystym i jej rozpowszechniania w obrębie kraju i prawo do uczestnictwa w międzynarodowych organizacjach pozarządowych.
Państwa są zobowiązane do ochrony tożsamości etnicznej, kulturowej, językowej, religijnej mniejszości narodowych na swym terytorium, w tym celu podejmą niezbędne działania po konsultacji z organizacjami mniejszości (art. 33). Państwa zobowiązane są do ułatwienia posługiwania się językiem ojczystym przez członków tych mniejszości, w miarę możliwości również wobec władz publicznych oraz prowadzenia działalności oświatowej w języku ojczystym (art. 34). Zapewnienie warunków ułatwiających aktywny udział w życiu publicznym, w tym także dotyczących ochrony i popierania tych mniejszości (art. 35). Dokument Spotkania Kopenhaskiego w Sprawie Ludzkiego Wymiaru KBWE wspomina w kontekście antydyskryminacji o szczególnej sytuacji Cyganów w Europie (art. 40).
Dokument ten uznawany jest za „Europejską Kartę Mniejszości”, gdyż ustanawia polityczne zasady chroniące mniejszości, wobec których został osiągnięty konsens państw-sygnatariuszy. Ustanowione w nim standardy mają charakter zobowiązań i deklaracji politycznych i jako takie nie są prawnie wiążące.

### Instytucjonalizacja KBWE
Upadek ustroju komunistycznego oraz podpisanie w Paryżu 21 listopada 1990 Karty Paryskiej zapoczątkowały nową erę we współpracy między państwami europejskimi. W Paryżu dostrzeżono potrzebę instytucjonalizacji KBWE, zarówno na płaszczyźnie politycznej, jak i instytucjonalnej. Ustalono, że konferencje przeglądowe odbywać się będą co dwa lata na poziomie przywódców państw lub rządów. Ministrowie spraw zagranicznych spotykać się będą co najmniej raz w roku jako formalna Rada. Utworzono także Komitet Starszych Urzędników, niewielki stały sekretariat w Pradze, Biuro Wolnych Wyborów w Warszawie, Centrum Zapobiegania Konfliktom w Wiedniu. Decyzję o powołaniu do życia organu parlamentarnego zrealizowano podczas spotkania parlamentarzystów państw KBWE w Madrycie w kwietniu 1991. Zinstytucjonalizowanie KBWE przekształciło tę konferencję międzynarodową w organizację o charakterze rządowym o ograniczonych kompetencjach i małym polu działania (bezradność w związku z powstałymi konfliktami w byłej ZSRR i Jugosławii).
Na szczycie w Helsinkach w 1992 roku uczestnicy konferencji uznali KBWE za porozumienie regionalne, zgodne z rozdziałem VIII karty Narodów Zjednoczonych oraz zdefiniowali obszary współpracy pomiędzy KBWE, NATO, UZE i WNP w celu utrzymania międzynarodowego pokoju i bezpieczeństwa. Utworzono urząd Wysokiego Komisarza do spraw Mniejszości Narodowych. Do zadań Komisarza miało należeć zbieranie informacji i sporządzanie raportów na temat sytuacji mniejszości w różnych krajach oraz zapobieganie konfliktom narodowościowym w możliwie najwcześniejszym stadium przy pomocy zabiegów dyplomatycznych. Jego działania mają charakter poufny i bezstronny, gdyż nie jest rzecznikiem mniejszości narodowościowych, ani „funkcjonariuszem śledczym”. Ma popierać dialog, zaufanie i współpracę stron konfliktu. Oprócz przemian strukturalnych KBWE skupiała się również na aktywnej działalności, największy postęp poczyniono w „ludzkim wymiarze” KBWE, rozwinięto współpracę dotyczącą wolnych wyborów, wolności środków masowego przekazu, ochrony osób należących do mniejszości narodowych oraz instytucji demokratycznych (Warszawa: Biuro Instytucji Demokratycznych i Praw Człowieka), osiągnięto postęp w rokowaniach rozbrojeniowych oraz w budowie środków zaufania. Utworzono urząd Sekretarza Generalnego, rok później Sekretariat z siedzibą w Wiedniu. Pod koniec 1993 roku powołano w Wiedniu nowy organ konsultacji wielostronnych: Stały Komitet przekształcony później w Stałą Radę. W dokumencie wiedeńskim rozszerzono katalog praw i przyjęto mechanizmy kontroli tych praw, są to:
- „dobrowolna i obligatoryjna procedura informacji,
- prawo państw trzecich do składania zażaleń i obowiązek udzielenia odpowiedzi na te zażalenia,
- prawo do żądania negocjacji dwustronnych w sprawach ogólnych i konkretnych dotyczących ludzkiego wymiaru KBWE,
- niepoufny charakter informacji przekazywanych w ramach systemu kontroli”.

### Traktaty rozbrojeniowe
Uwieńczeniem drugiej rundy odbywających się pod auspicjami KBWE wiedeńskich negocjacji rozbrojeniowych było podpisanie 19 listopada 1990 w Paryżu traktatu o konwencjonalnych siłach zbrojnych w Europie. Wprowadził on limity uzbrojenia na europejskim terytorium państw NATO i Układu Warszawskiego.
24 marca 1992 r. w Helsinkach podpisano Traktat o otwartych przestworzach.